# Huevera (embalaje)

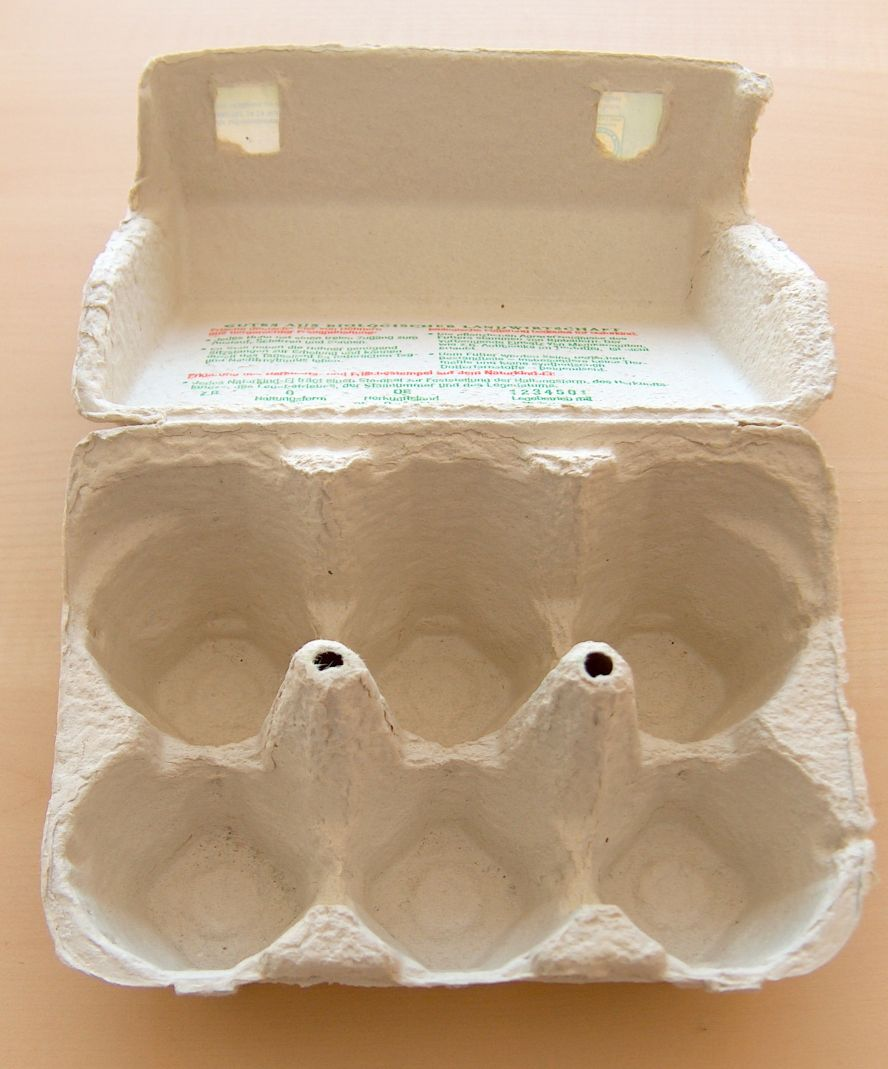
Huevera de media docena de celulosa moldeada.

La huevera es un recipiente encargado de mantener los huevos constreñidos a un espacio sin que se muevan, a veces elaboradas con almohadillas de espuma (Poliestireno) y en la mayoría de las veces en celulosa moldeada. 
Es una estructura diseñada para transportar huevos para que pueda absorber cierta cantidad de energía en un posible impacto y que la cáscara no se vea afectada por el transporte. Puede estar formada por una sola pieza o por un fondo de celulosa moldeada o plástico y una tapa del mismo o de diferente material. Las capacidades más habituales de las hueveras son seis huevos (media docena), diez huevos (una decena), doce huevos (una docena), veinticuatro huevos (dos docenas) o treinta huevos (dos docenas y media).
En algunos países de América, se denomina maple a la huevera grande con capacidad para 30 o más huevos.

## Historia
La huevera de cartón fue inventada en el año 1911 por Joseph Coyle de Smithers, BC.

## Galería

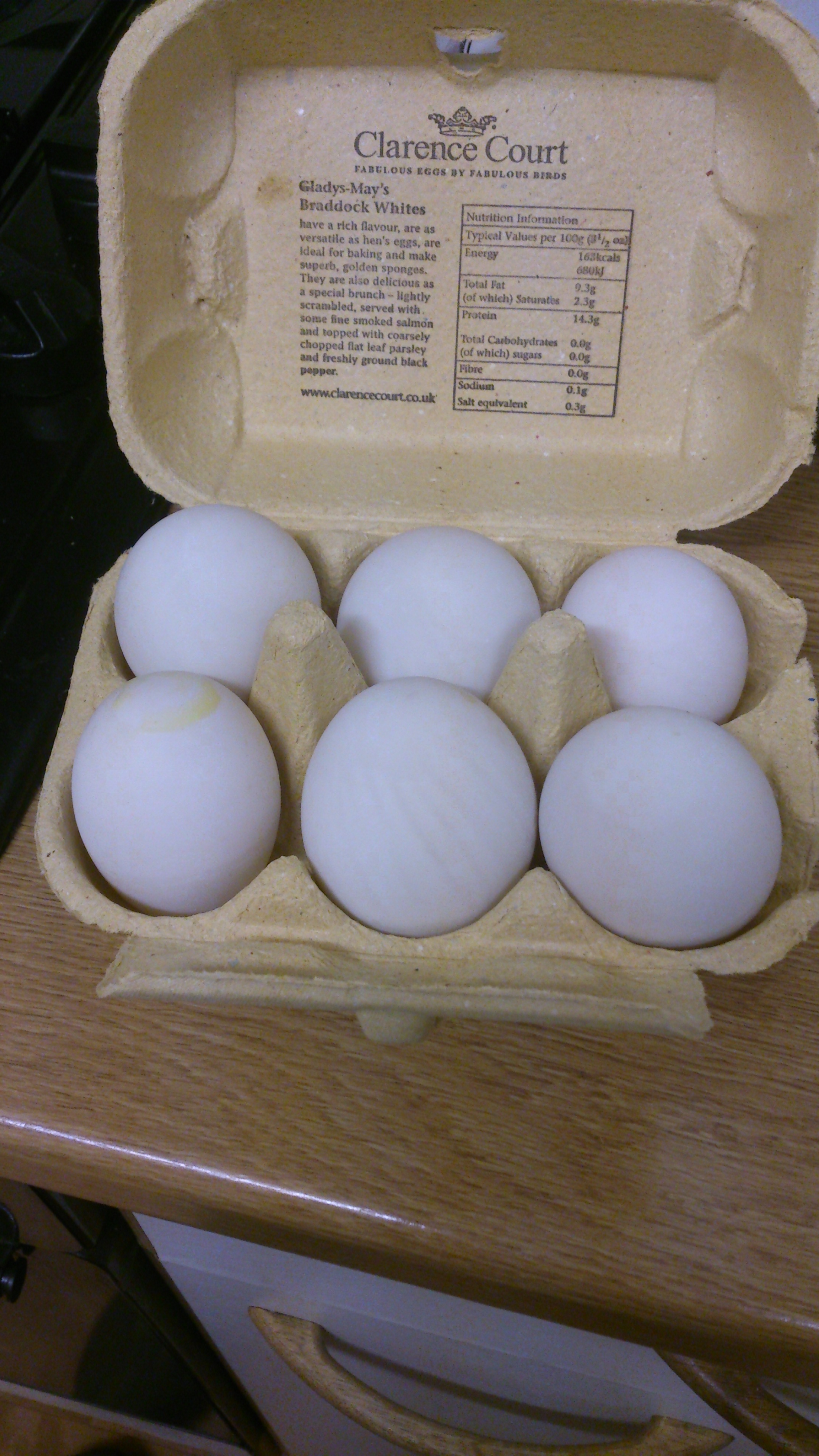
Huevos de pato en un envase de celulosa moldeada
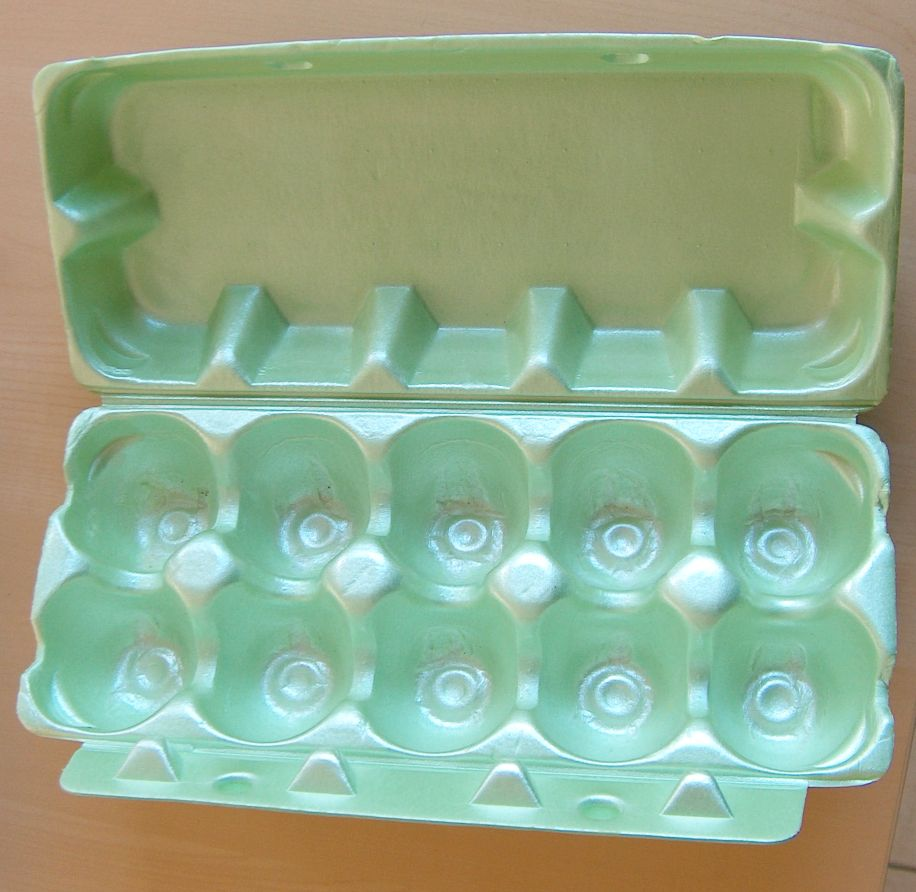
Huevera de poliestireno
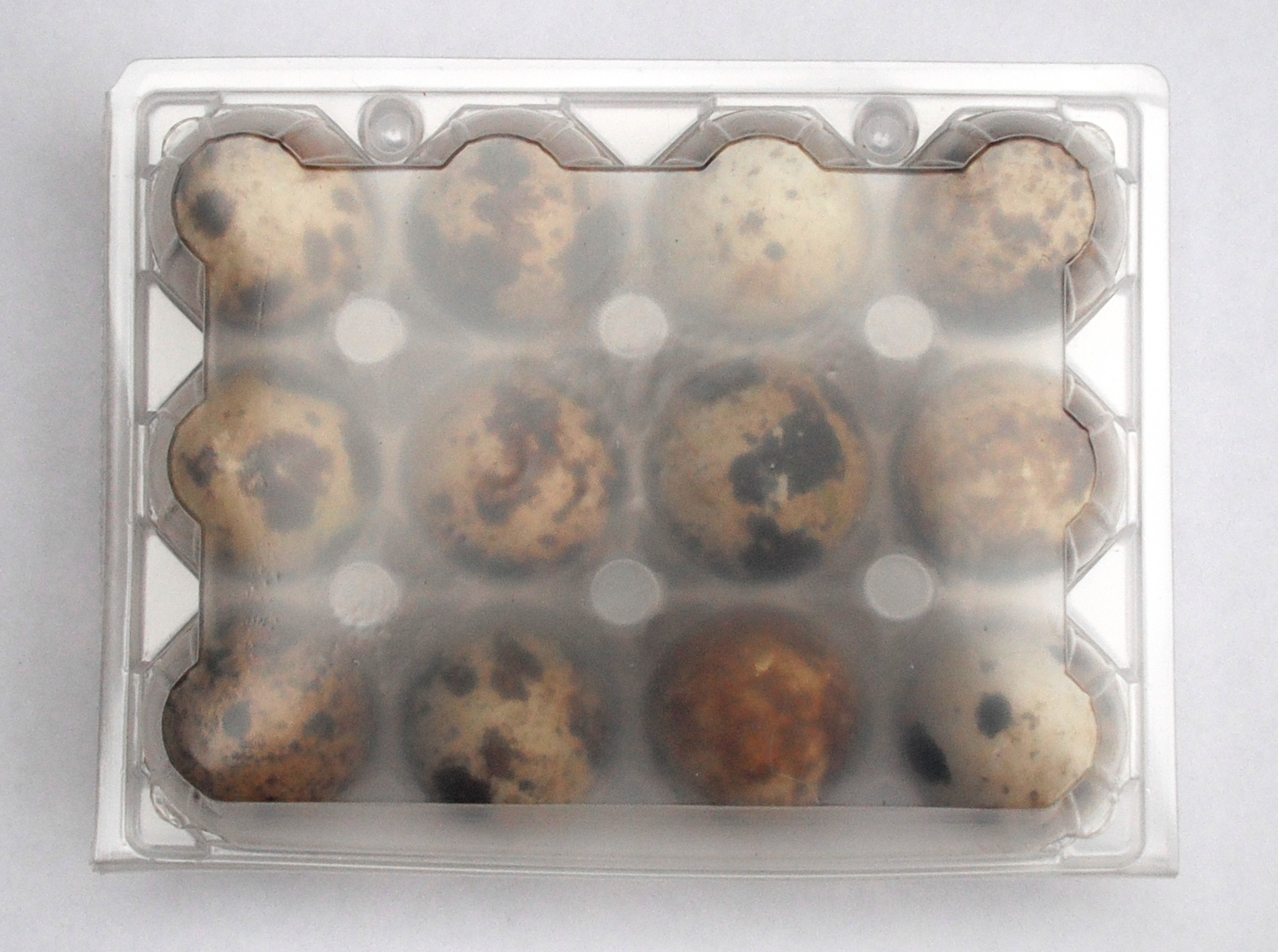
Huevos de codorniz en una huevera de plástico
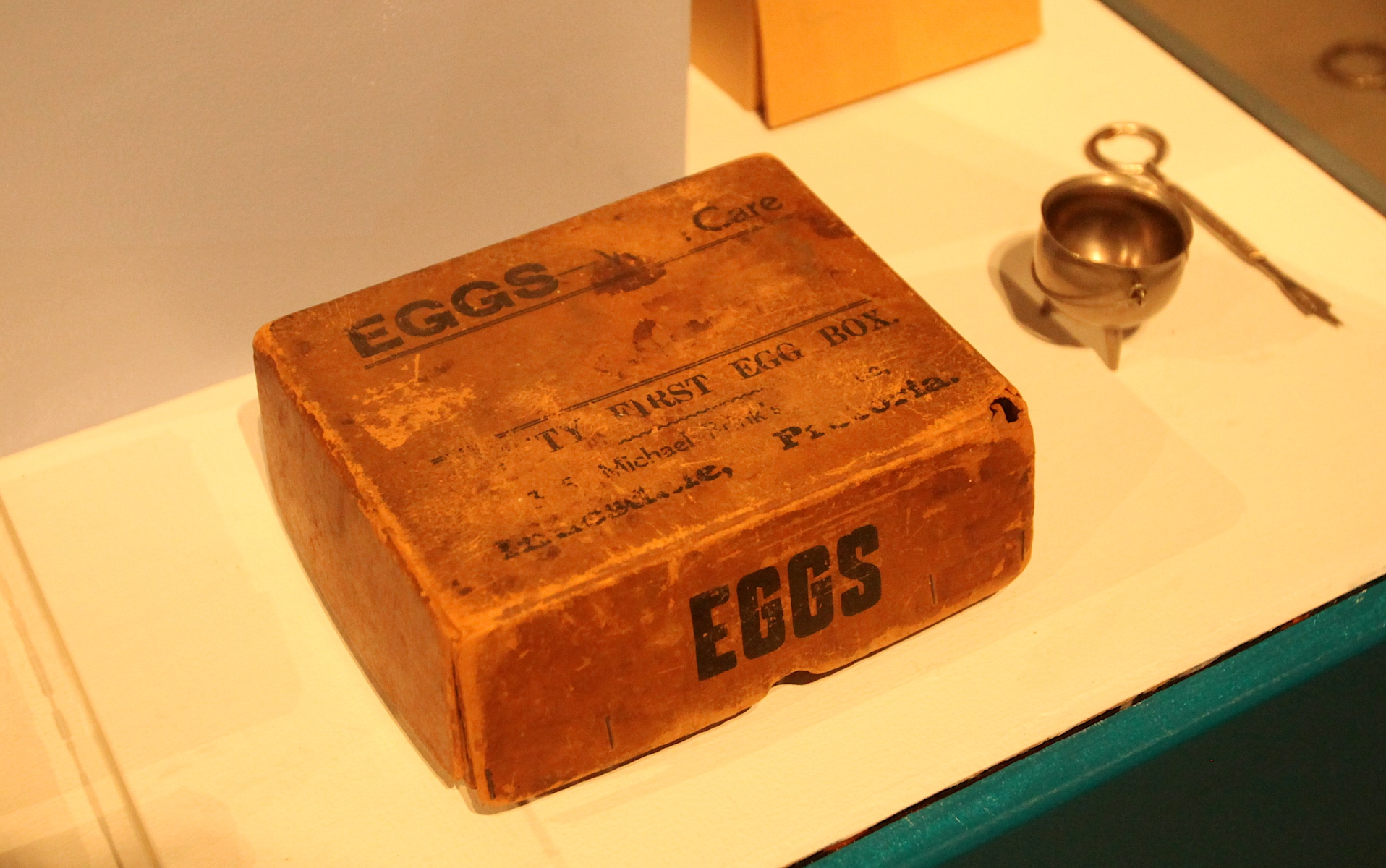
Antigua huevera de cartón
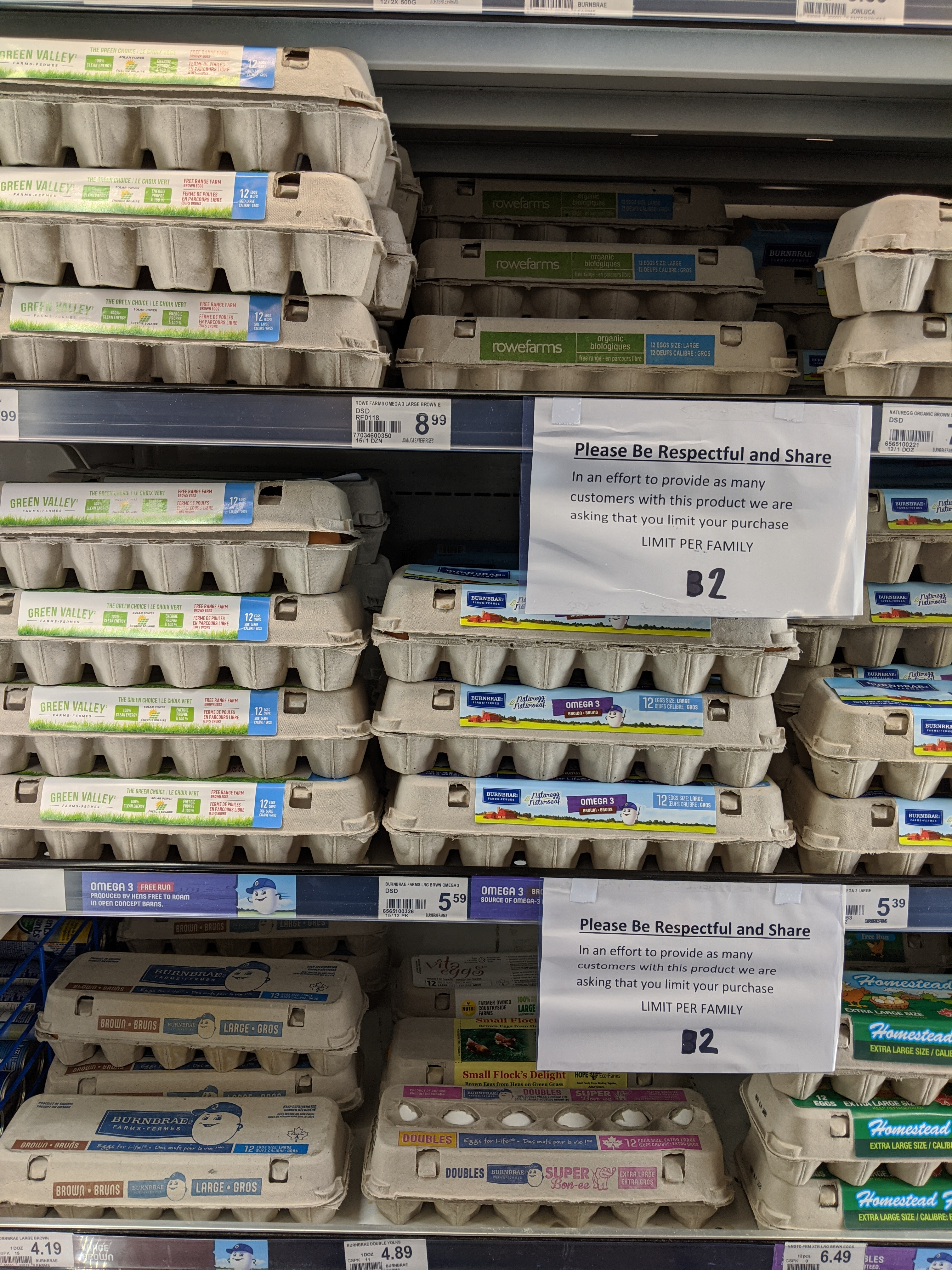
Hueveras en un supermercado